# (177982) Popilnia
(177982) Popilnia est un astéroïde de la ceinture principale.

## Description
(177982) Popilnia est un astéroïde de la ceinture principale. Il fut découvert le 17 août 2006 à Androuchivka par l'observatoire astronomique d'Androuchivka. Il présente une orbite caractérisée par un demi-grand axe de 2,33 UA, une excentricité de 0,22 et une inclinaison de 2,8° par rapport à l'écliptique.

## Compléments